# Venuto al mondo
Venuto al mondo è un romanzo di Margaret Mazzantini, pubblicato nel 2008 e vincitore del Premio Campiello 2009.

## Trama
Una mattina Gemma decide di partire con suo figlio Pietro, sedici anni, per accettare l'invito di Gojko, un vecchio amico bosniaco, di professione poeta. Da qui la storia si sdoppia, alternando il racconto del soggiorno a Sarajevo di Gemma e Pietro ai ricordi della stessa Gemma: dal viaggio a Sarajevo nel 1984, quando la città ospitò i XIV Giochi olimpici invernali, in cui conobbe Gojko, con il quale stringerà una grande amicizia, all'incontro con Diego, squattrinato fotografo genovese con il quale, una volta tornata in Italia e dopo qualche vicissitudine, si sposerà; dal dolore causato dai numerosi aborti spontanei allo scoppio della guerra in Jugoslavia, dalla morte della madre al ritorno a Sarajevo durante l'assedio. La storia di Gemma si intreccia con quella di molti personaggi minori, dei quali la donna mantiene un ricordo vivido: Mirna e Sebina, madre e sorella di Gojko; Aska, musicista ribelle che accetta di affittare il proprio corpo per permettere a Gemma e Diego di avere un figlio; il padre di Gemma, sostenitore delle scelte della figlia; e Giuliano, padre putativo di Pietro, che sostiene Gemma dopo la morte di Diego.
La storia prosegue, stagliandosi nitida su un paesaggio drammatico, come la Sarajevo dilaniata dalla guerra, che rispecchia pienamente le emozioni e le condizioni dei personaggi, che solo alla fine del racconto riusciranno finalmente a trovare un equilibrio più stabile.

## Citazioni e riferimenti
Nella libreria del casolare di Marcello e Marina, protagonisti de La bellezza del somaro, film scritto e diretto da Sergio Castellitto e dalla moglie, si nota la presenza del romanzo Venuto al mondo di Margaret Mazzantini.

## Opere derivate
Nel 2012 viene realizzato Venuto al mondo, adattamento cinematografico del romanzo diretto da Sergio Castellitto. Tra gli attori del film Penélope Cruz e Emile Hirsch, nei ruoli di Gemma e Diego e con la partecipazione del figlio di Castellitto, Pietro. 

## Edizioni
- Margaret Mazzantini, Venuto al mondo, collana Scrittori italiani e stranieri, Mondadori, 2008,  p. 531, ISBN 978-88-04-57370-8.